# Canal da Jamaica

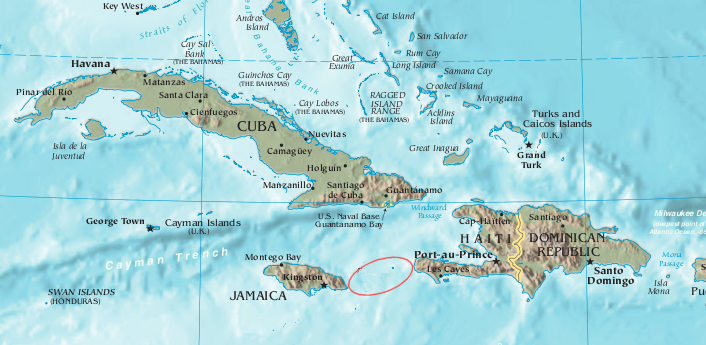
Localização do canal da Jamaica.

O canal da Jamaica é um estreito que separa as ilhas Jamaica e Hispaníola, no mar das Caraíbas. Em conjunto com o canal de Barlavento a norte, liga o oceano Atlântico ao mar das Caraíbas. Devido à sua localização a cerca de 1000 km a nordeste do canal do Panamá, é uma importante rota marítima dos navios que viajam entre o oceano Pacífico e o Atlântico.
O estreito tem cerca de 190 km de largura e as profundidades podem atingir 1200 m.

## Ilha Navassa
Localizada no estreito a cerca de 55 km a oeste do Haiti fica a ilha Navassa, uma ilha de coral desabitada com área de 5,2 km².